# Leptopelis karissimbensis
Leptopelis karissimbensis là một loài ếch thuộc họ Hyperoliidae.
Loài này có ở Cộng hòa Dân chủ Congo, Rwanda, và Uganda.
Môi trường sống tự nhiên của chúng là vùng núi ẩm nhiệt đới hoặc cận nhiệt đới, vùng cây bụi nhiệt đới hoặc cận nhiệt đới vùng đất cao, đồng cỏ nhiệt đới hoặc cận nhiệt đới vùng đất cao, sông ngòi, và đầm nước ngọt có nước theo mùa.
Chúng hiện đang bị đe dọa vì mất môi trường sống.